# آنتونی لانژلا
آنتونی لانژلا (فرانسوی: Anthony Langella‎؛ زادهٔ ۲۴ آوریل ۱۹۷۴) دوچرخه‌سوار اهل فرانسه است.